# Sclerocrangon ferox
Sclerocrangon ferox is een garnalensoort uit de familie van de Crangonidae. De wetenschappelijke naam van de soort is voor het eerst geldig gepubliceerd in 1877 door Sars G.O..